# Henrik Ingebrigtsen
Henrik Ingebrigtsen, född 24 februari 1991 i Sandnes, är en norsk löpare som tävlar för Sandnes Idrettslag.  Gjert Arne Ingebrigtsen var hans tränare. Han är bror till Filip Ingebrigtsen och Jakob Ingebrigtsen, som båda också är medeldistanslöpare.
29 april 2012 slog han Lars Martin Kaupangs 36 år gamla norgerekord på 1500 meter.
Vid EM 2012 i Helsingfors tog han guld på 1500 meter.
Vid OS 2012 i London spurtade han in på femte plats på 1500 meter och satte nytt norskt rekord igen med 3.35,43.

## Utmärkelser
- 2013: 'Årets gjennombrott, Idrettsgallaen 2013
- 2013: Nominerad till 'Årets namn', Idrettsgallaen 2013
- 2013: Nominerad till 'Årets manliga utövare 2012, Idrettsgallaen 2013